# Arquitectura art déco de Miami

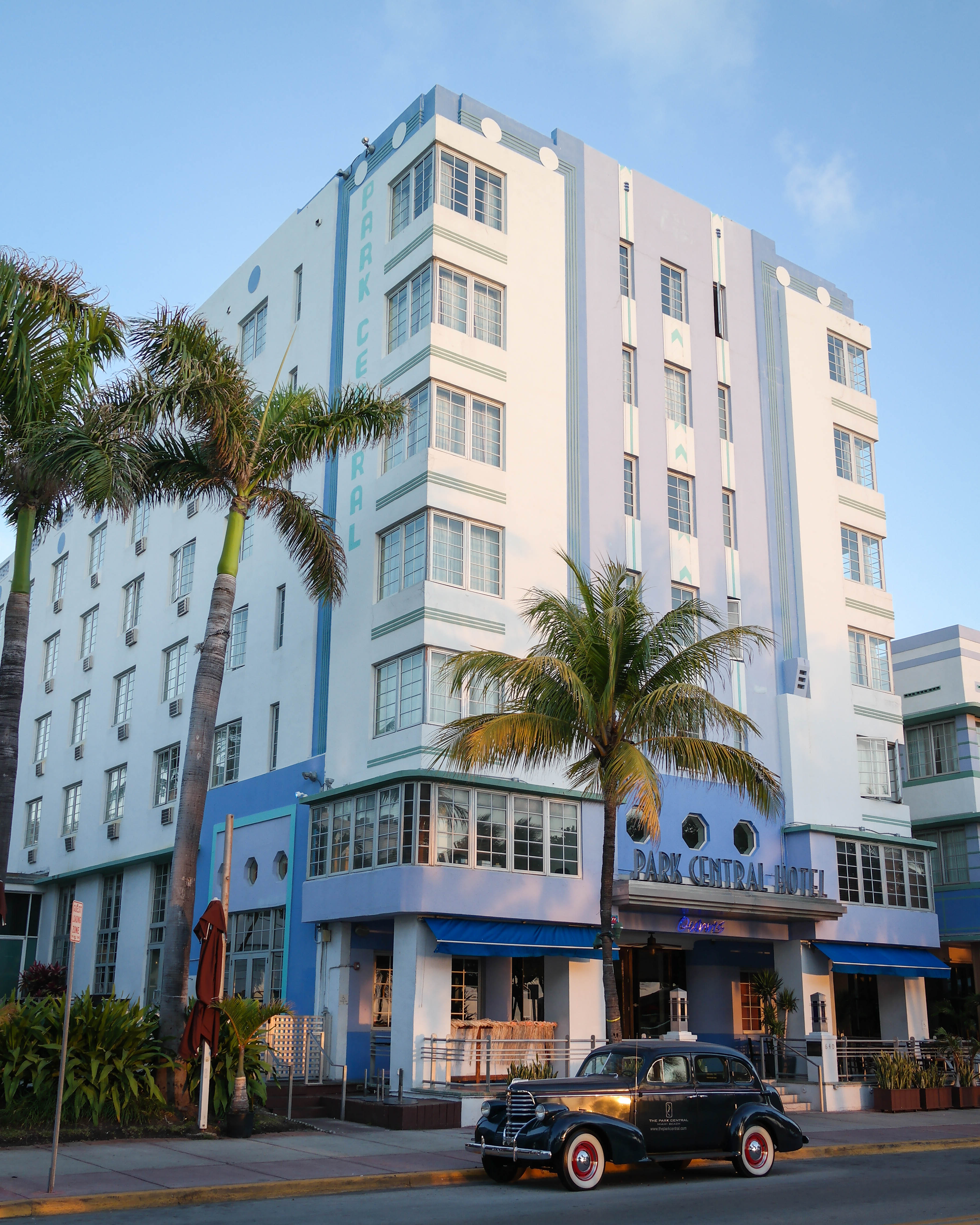
El Park Central Hotel en Ocean Drive (Miami Beach).

La arquitectura art déco de Miami, art déco floridano o art déco tropical es la variante floridana del estilo arquitectónico y decorativo art déco de la década de 1920, que constituye uno de los símbolos emblemáticos de la ciudad de Miami.

## Historia

### Orígenes
El estilo art déco surgió durante la belle époque en Francia, justo antes de la Primera Guerra Mundial. Sucedió al modernismo o art nouveau, popular en las décadas de 1890 y 1900, y se desarrolló por todo el mundo durante las décadas de 1920 y 1930. Después de que el huracán de Miami de 1926 pusiera fin abruptamente a la burbuja inmobiliaria de los años 1920 en la Florida, la ciudad fue reconstruida en buena parte en estilo «art déco tropical»: un estilo arquitectónico moderno y retrofuturista basado en formas geométricas elementales, con ornamentos decorativos y una mezcla de colores blanco, amarillo, azul, verde, rosa, malva, naranja y rojo, con tonalidades pasteles o brillantes, inspirado en la vegetación tropical y en el océano Atlántico, con variantes de estilo (tradicional, streamline moderne, arquitectura moderna de Miami o MiMo, etc.), todo ello en un entorno paradisíaco de playas, palmeras, automóviles americanos y clima tropical.
Entre 1926 y 1944 se construyeron en este estilo más de ochocientos hoteles, restaurantes, bares, casas, tiendas y edificios diversos, en particular en las avenidas de primera línea del mar Ocean Drive, Collins Avenue y Washington Avenue del distrito histórico arquitectónico de Miami Beach (o distrito art déco de Miami Beach) de South Beach, en Miami Beach. Este paisaje arquitectónico contribuyó al éxito de las primeras olas de turismo y a la adquisición de residencias vacacionales en la Florida durante el período de entreguerras.

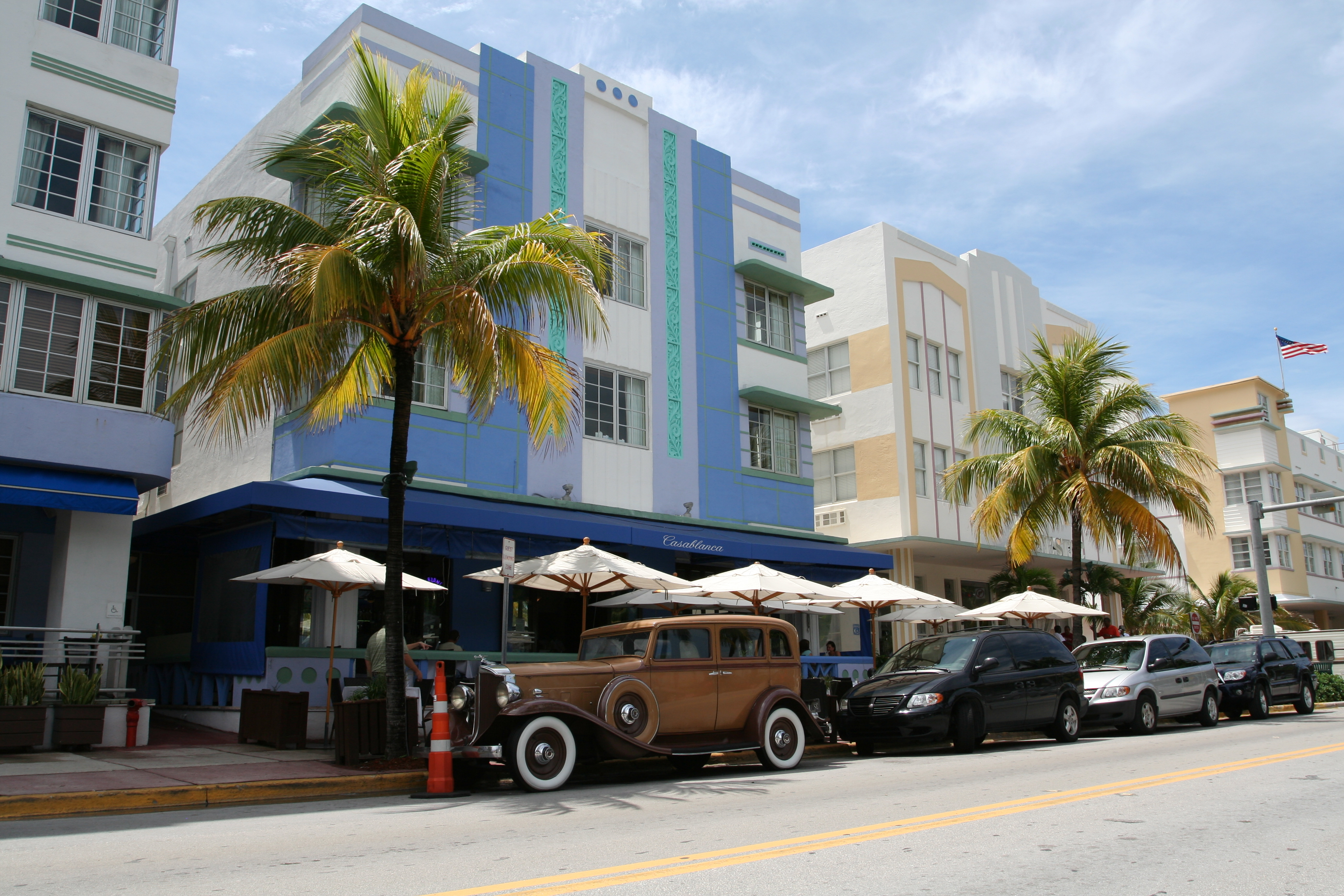
Hoteles Casablanca y Majestic.
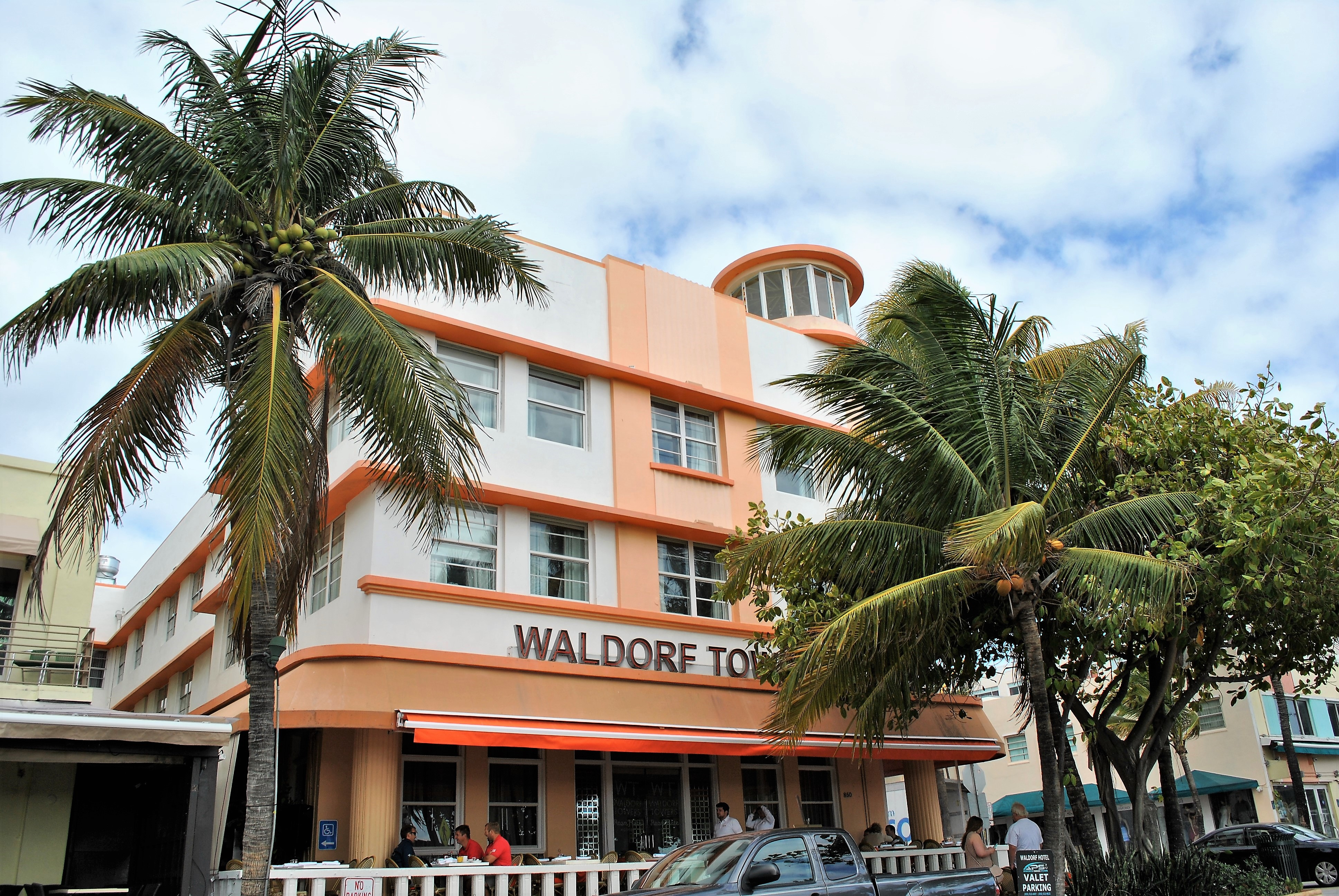
Waldorf Towers.
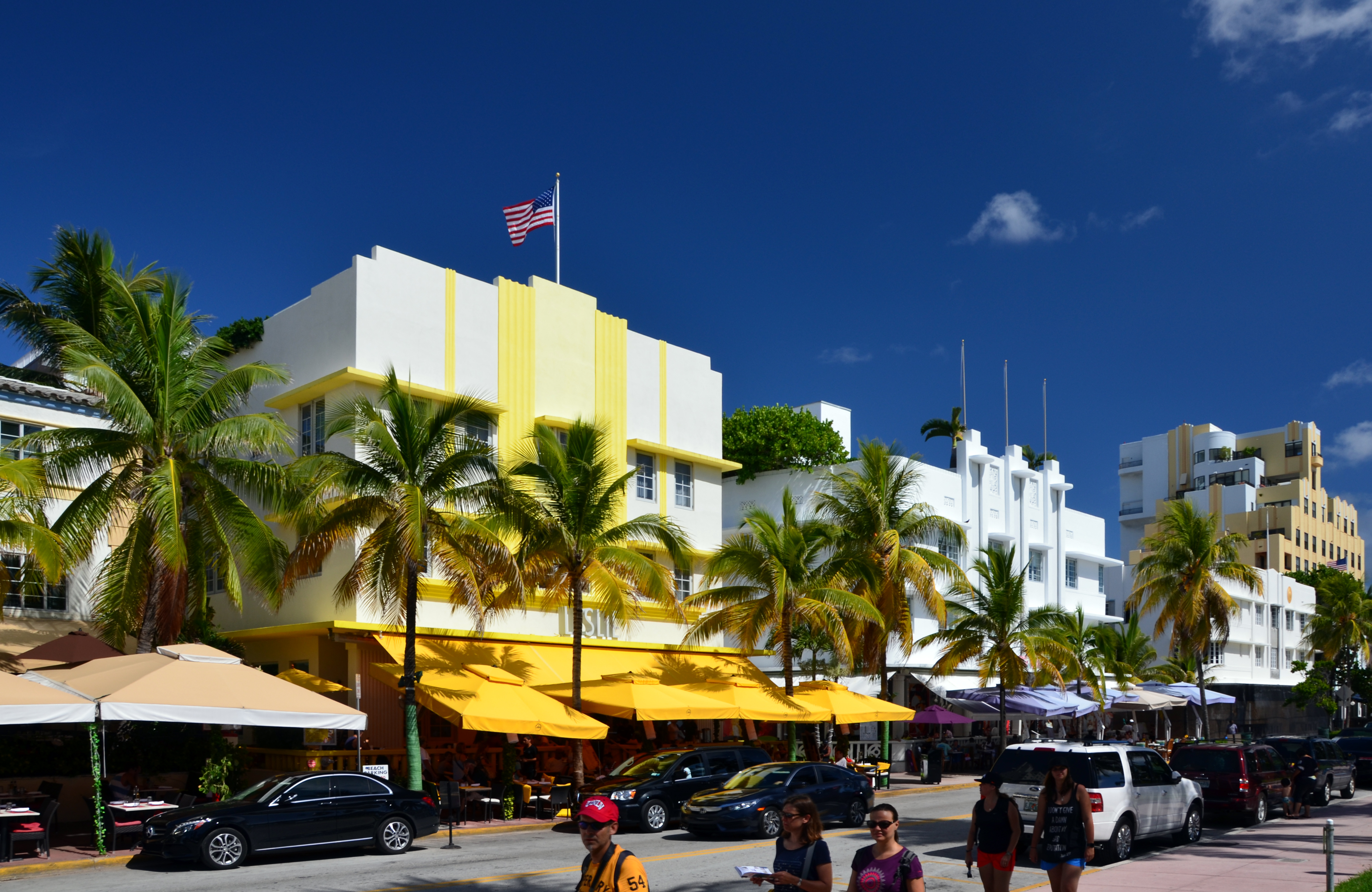
Hoteles Leslie y Carlyle.
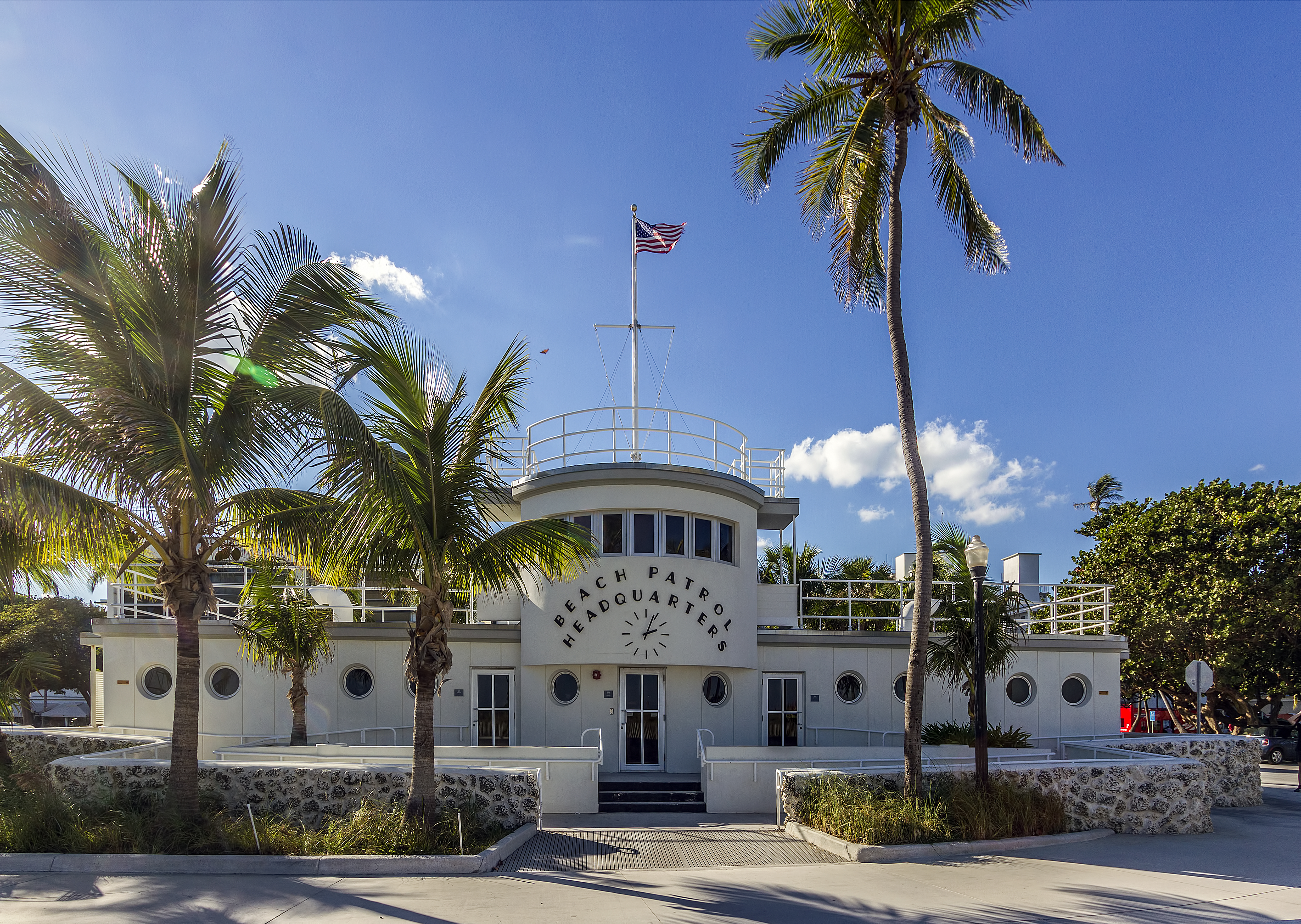
Cuartel de los socorristas.
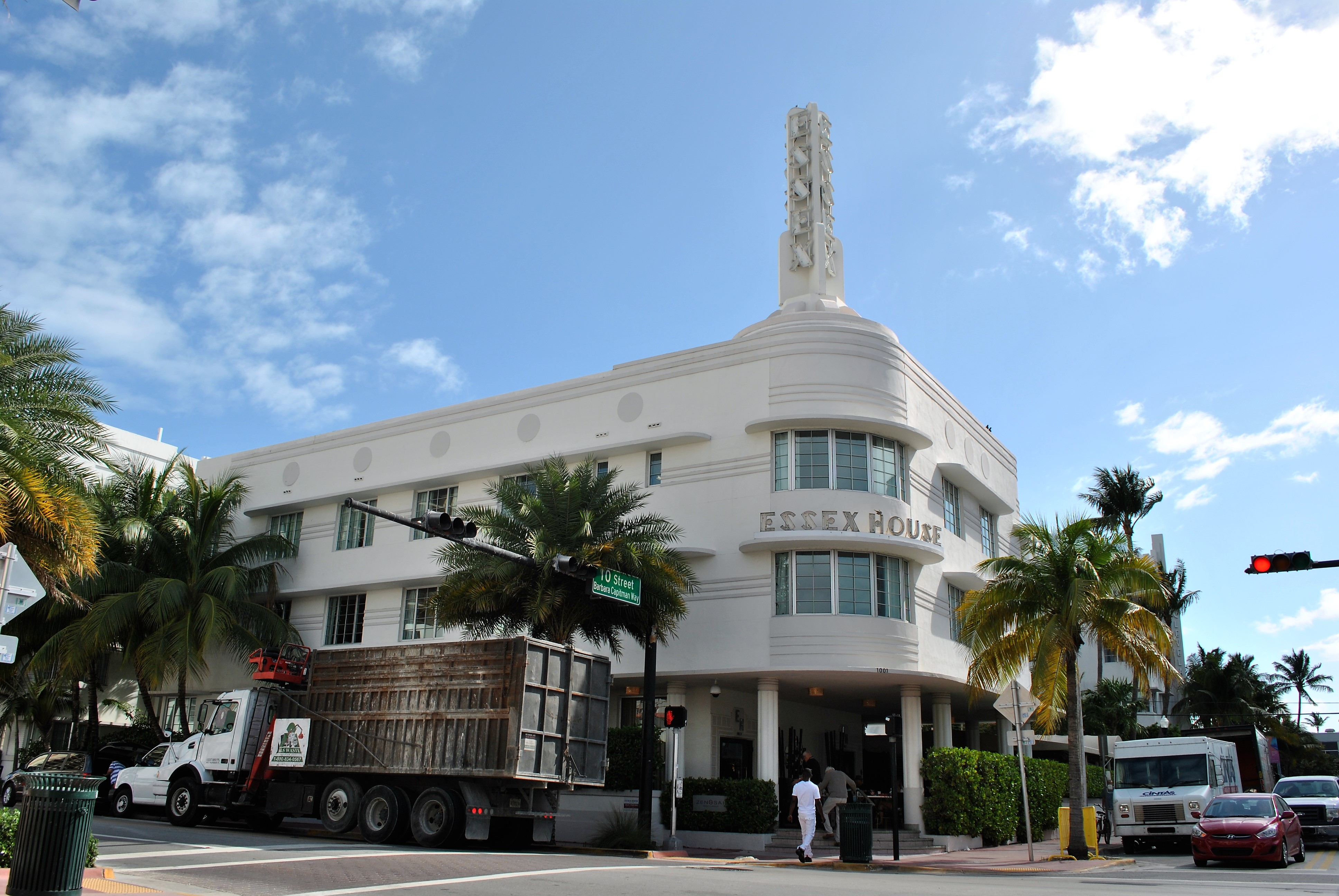
Essex House.

### Rehabilitación en la década de 1980
En la década de 1970 este estilo envejeció y pasó de moda, y se propusieron importantes proyectos de demolición de este parque inmobiliario, entonces muy deteriorado. En 1976, la periodista neoyorquina Barbara Baer Capitman fundó, junto con numerosos arquitectos de Miami, la asociación Miami Design Preservation League (MDPL) con el objetivo de recaudar fondos para la renovación completa de este patrimonio arquitectónico —lo que incluyó también la adición de colores y la puesta en valor de las fachadas por la noche con luces de neón— y hacer que se catalogara el barrio histórico al completo en el Registro Nacional de Lugares Históricos de los Estados Unidos, cosa que se produjo el 14 de mayo de 1979 bajo el nombre de distrito histórico arquitectónico de Miami Beach. Ella afirmó: «Mi vida entera está marcada por el art déco. Nací en sus inicios y crecí durante su apogeo. Es una cuestión del destino.»
Este estilo arquitectónico se volvió a convertir rápidamente en uno de los símbolos emblemáticos a nivel internacional de Miami y del distrito histórico arquitectónico de Miami Beach, que es la principal zona turística de Miami Beach y alberga la mayor concentración de edificios de estilo art déco del mundo, con 960 inmuebles históricos catalogados.

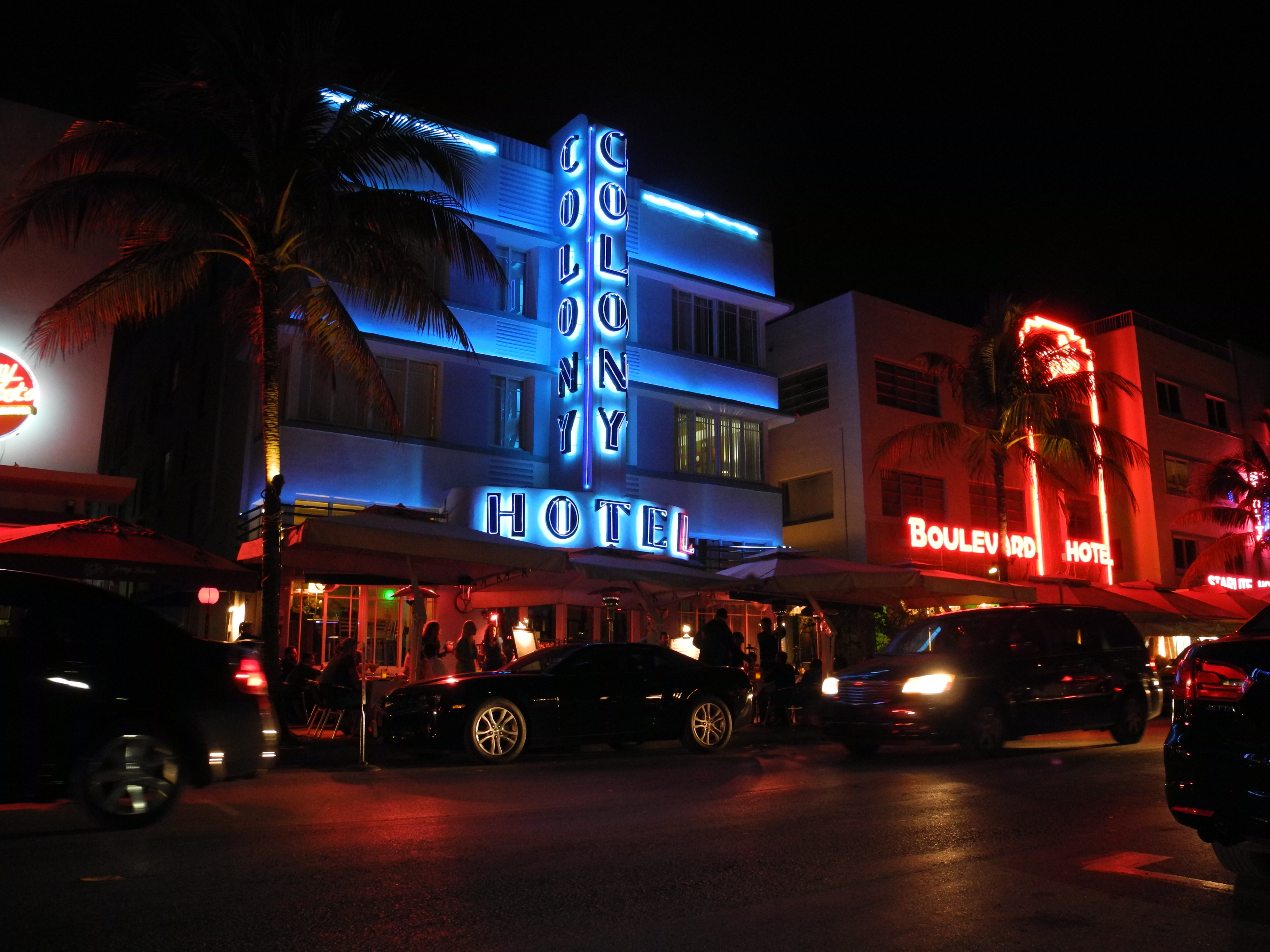
Colony Hotel.
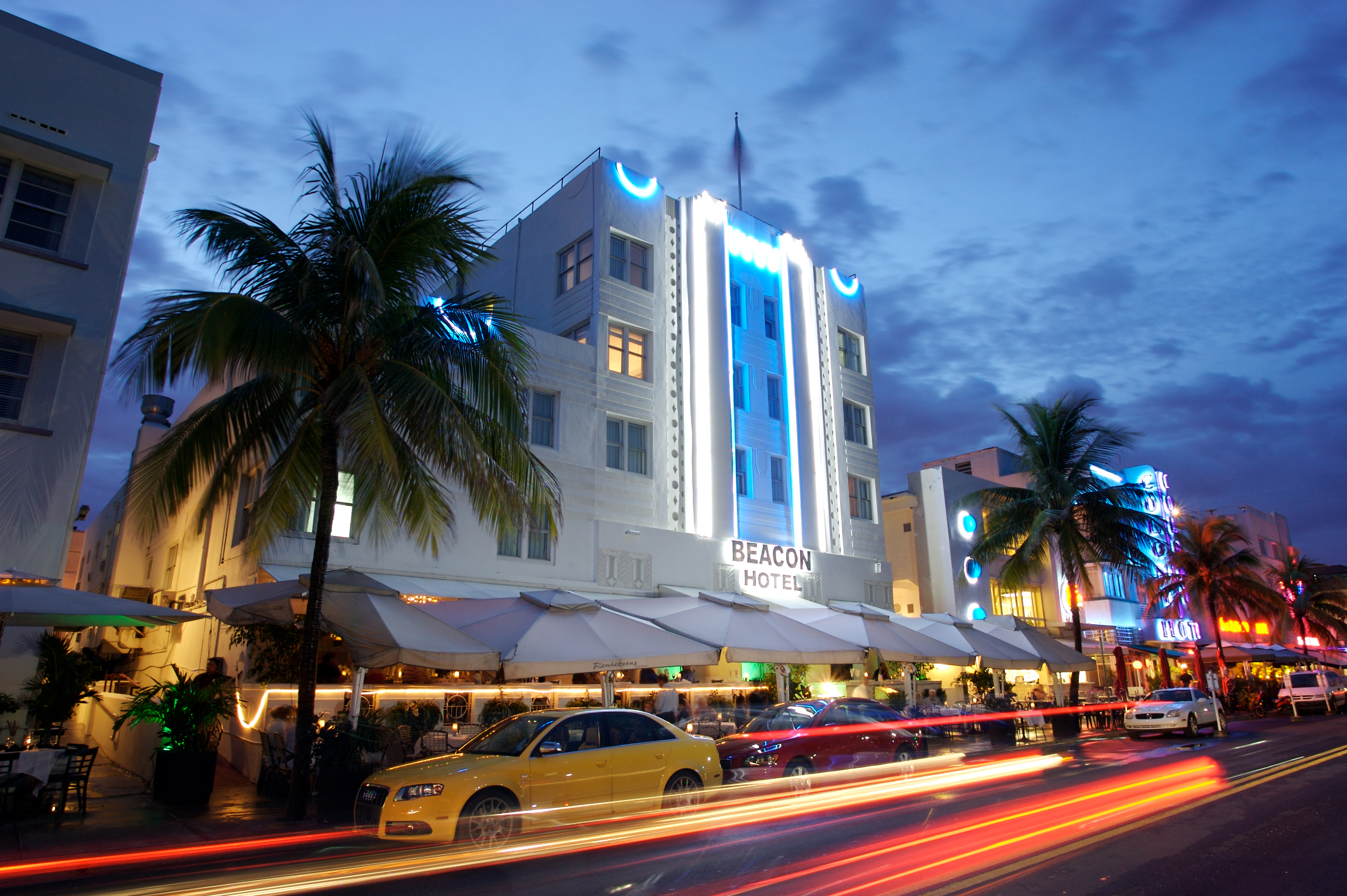
Beacon Hotel.
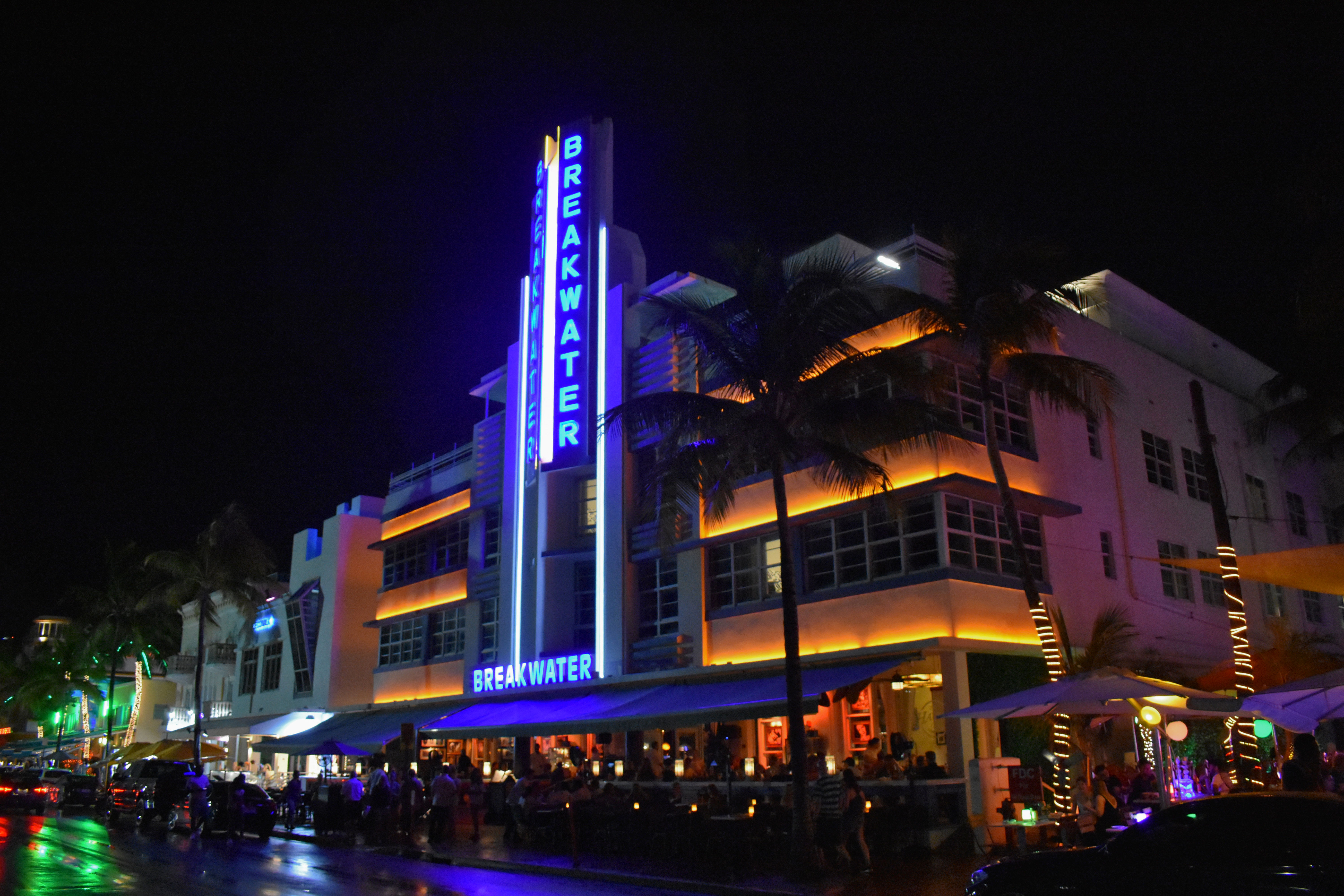
Breakwater Hotel.
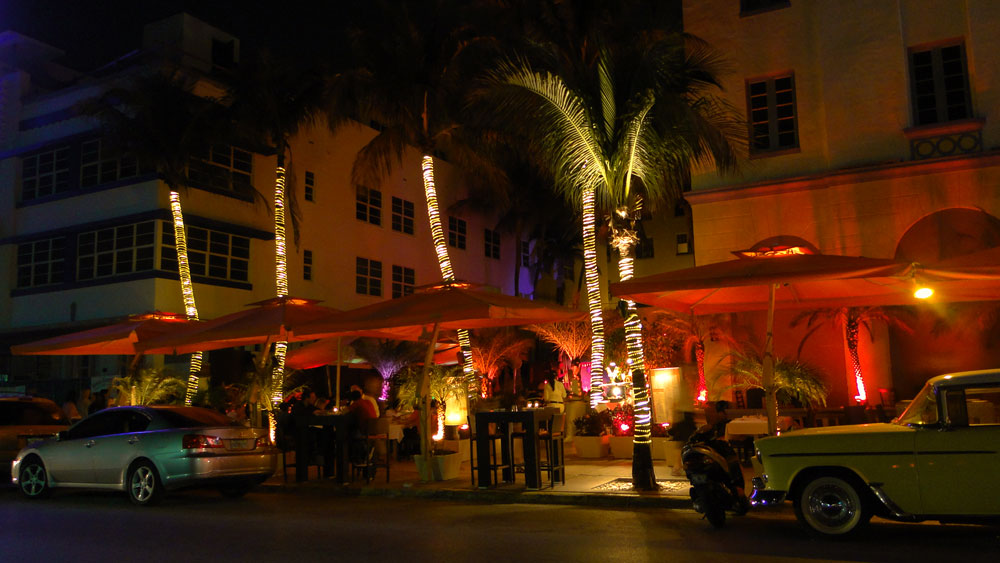
Ocean Drive.
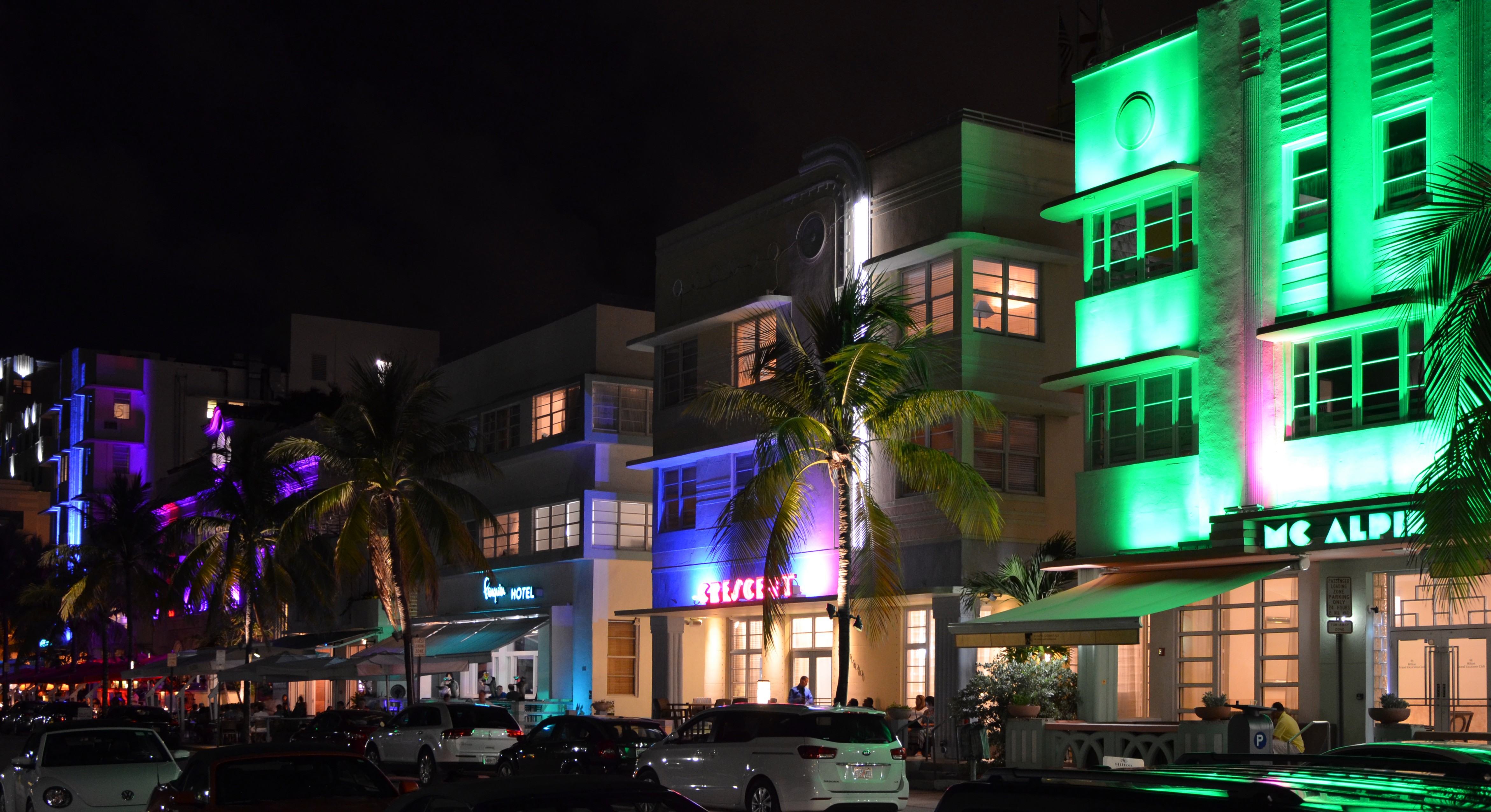
Hoteles Penguin, Crescent y McAlpin.

## Algunos arquitectos célebres

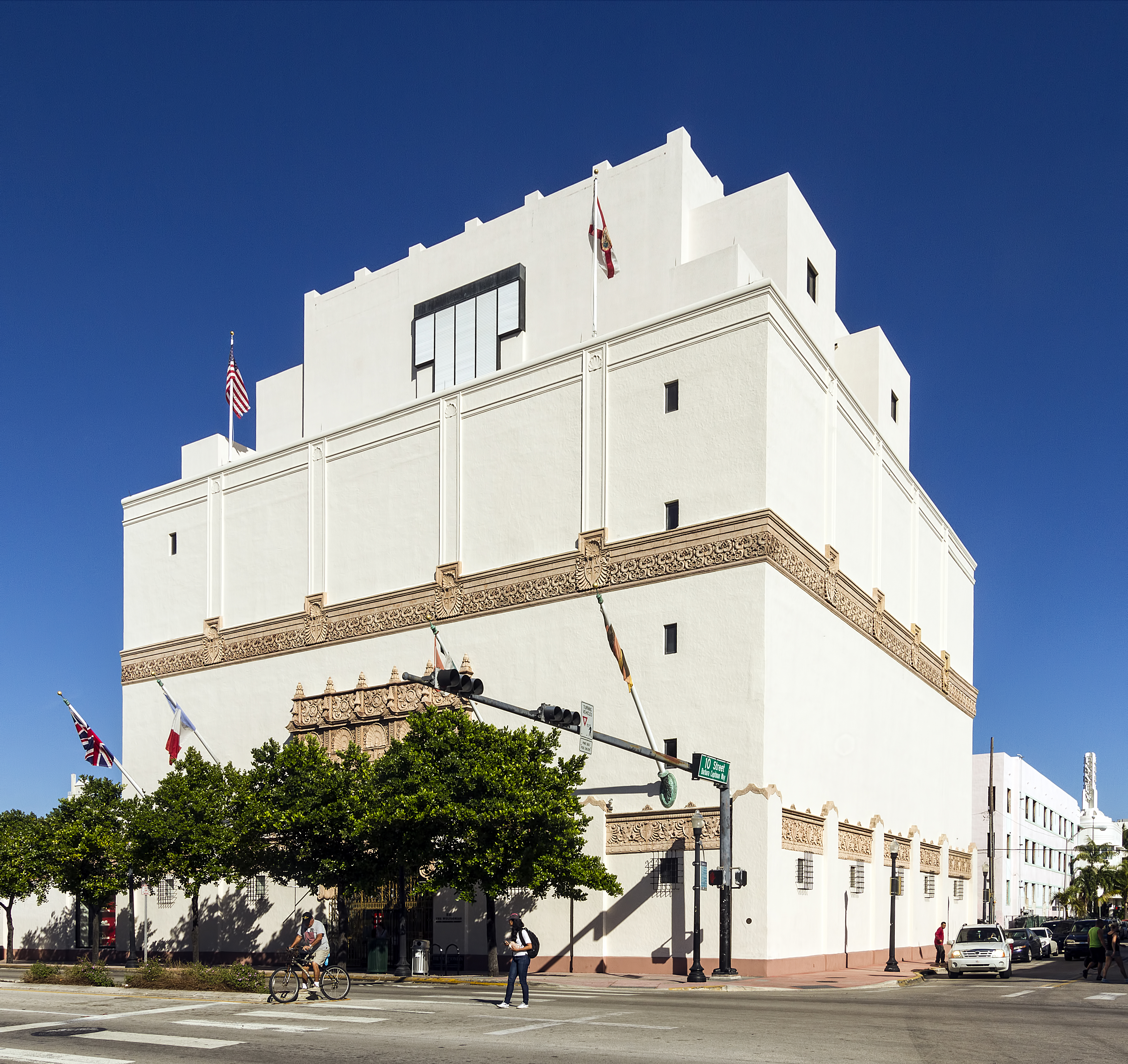
El museo art déco Wolfsonian-FIU en Miami Beach.

- Henry Hohauser
- Albert Anis
- Lester Avery
- Lawrence Murray Dixon

## Museosart décode Miami
- Wolfsonian-FIU
- El Art Deco Museum, de la Miami Design Preservation League (MDPL)[15]

## Cine y televisión
- Década de 1980: Miami Vice, exitosa serie de televisión producida por Michael Mann.